# Pallavolo Piacenza 2013-2014
Questa voce raccoglie le informazioni riguardanti la Pallavolo Piacenza nelle competizioni ufficiali della stagione 2013-2014.

## Stagione
La stagione 2013-14 è per la Pallavolo Piacenza, sponsorizzata dalla Copra Elior, la dodicesima consecutiva in Serie A1; in panchina, come allenatore, viene confermato Luca Monti, così come la rosa della squadra resta immutata nella sua ossatura: tra gli arrivi spiccano quelli di Denys Kaliberda e Kévin Le Roux, mentre lasciano il club Gabriele Maruotti, František Ogurčák e Maxwell Holt; da segnalare inoltre il cambiamento di ruolo di Alessandro Fei, che da opposto diventa centrale, consentendo a Luca Vettori di prendere il suo posto.
Il campionato inizia con una sconfitta, per 3-1, ad opera della Pallavolo Città di Castello, mentre la prima vittoria arriva nella giornata successiva, sempre per 3-1, contro il Callipo Sport: il club piacentino fa registrare altri sei successi consecutivi, fino alla nona giornata quando perde la gara contro la Trentino Volley; dopo una nuova vittoria, il girone di andata si chiude con l'insuccesso per mano dell'Associazione Sportiva Volley Lube: i risultati portano la squadra al secondo posto, qualificandola per la Coppa Italia. Il girone di ritorno è invece un monologo di vittorie, dieci consecutive, e l'unica sconfitta arriva all'ultima giornata di regular season, contro il club di Macerata. Il secondo posto in classifica, consente alla Pallavolo Piacenza di partecipare ai play-off scudetto: i quarti di finale vengono superati agevolmente grazie alla doppia vittoria nella serie contro la Pallavolo Città di Castello, mentre nelle semifinali la sfida è contro la Sir Safety Perugia, che riesce a portare la serie a gara 5, infliggendo una sconfitta in casa alla formazione piacentina, eliminandola dalla competizione.
Il secondo posto al termine del girone di andata della Serie A1 2013-14, consente alla squadra di partecipare alla Coppa Italia: si qualifica alla Final Four di Bologna grazie alla vittoria sulla Callipo Sport; in semifinale sconfigge la Trentino Volley per 3-1 ed in finale batte per 3-0 il club di Perugia, aggiudicandosi per la prima volta il trofeo.
Il terzo posto nella regular season della Serie A1 2012-13 ed il raggiungimento della finale dei play-off scudetto, permette al club di disputare la Champions League: la fase a gironi viene superata con il primo posto nel proprio raggruppamento grazie a cinque vittorie su sei gare disputate, qualificandosi per la fase ad eliminazione diretta; nei play-off a 12 la sfida è contro un'altra formazione italiana, ossia l'Associazione Sportiva Volley Lube, che vince la gara di andata per 3-0, mentre la Pallavolo Piacenza vince quella di ritorno con lo stesso punteggio, ottenendo il passaggio del turno grazie alla vittoria del Golden set: l'avventura termina però nei play-off a 6, a seguito della doppia sconfitta per 3-0 contro il Volejbol'nyj klub Zenit-Kazan'.

## Organigramma societario
Area direttiva
- Presidente: Guido Molinaroli
- Presidente onorario: Lino Volpe
- Vicepresidente: Monica Uccelli
- Direttore generale: Gabriele Cottarelli

Area organizzativa
- Team manager: Alessandra Fantoni
- Direttore sportivo: Boris Bondi
- Segreteria amministrativa: Enrica Cò
- Logistica: Paolo Brocchieri, Giovanni D'Ancona

Area tecnica
- Allenatore: Luca Monti
- Allenatore in seconda: Davide Delmati
- Scout man: Matteo Carancini
- HR atleti: Lucia Rancati
- Responsabile settore giovanile: Massimo Savi

Area comunicazione
- Ufficio stampa: Aldo Binaghi, Elisa Uccelli
- Relazioni esterne: Monica Uccelli
- Speaker: Nicola Gobbi

Area marketing
- Responsabile servizio hostess: Stefano Pisoni

Area sanitaria
- Medico: Bernardo Palladini
- Preparatore atletico: Alessandro Guazzaloca
- Fisioterapista: Federico Pellizzardi, Alessandro Russo
- Osteopata: Davide Lucchi

## Rosa
| N° | Nome                | Ruolo | Data di nascita  | Nazionalità sportiva |
| -- | ------------------- | ----- | ---------------- | -------------------- |
| 3  | Davide Marra        | L     | 12 marzo 1984    | Italia               |
| 4  | Kévin Le Roux       | C/O   | 11 maggio 1989   | Francia              |
| 5  | Pier Paolo Partenio | P     | 6 febbraio 1993  | Italia               |
| 6  | Samuele Papi        | S     | 20 maggio 1973   | Italia               |
| 7  | Alessandro Fei      | C     | 29 novembre 1978 | Italia               |
| 8  | Lorenzo Smerilli    | L     | 11 agosto 1987   | Italia               |
| 9  | Denys Kaliberda     | S     | 24 giugno 1990   | Germania             |
| 10 | Roberlandy Simón    | C     | 11 giugno 1987   | Cuba                 |
| 11 | Hristo Zlatanov     | S     | 21 aprile 1976   | Italia               |
| 12 | Gazmend Husaj       | S     | 23 dicembre 1987 | Albania              |
| 13 | Luca Tencati        | C     | 16 marzo 1979    | Italia               |
| 17 | Luca Vettori        | S/O   | 26 aprile 1991   | Italia               |
| 18 | Luciano De Cecco    | P     | 2 giugno 1988    | Argentina            |

## Mercato
| Acquisti | Acquisti            | Acquisti          | Acquisti   |
| R.       | Nome                | da                | Modalità   |
| -------- | ------------------- | ----------------- | ---------- |
| S        | Gazmend Husaj       | Qatar SC          | definitivo |
| S        | Denys Kaliberda     | Callipo           | definitivo |
| C/O      | Kévin Le Roux       | Cannes            | definitivo |
| P        | Pier Paolo Partenio | Lube              | prestito   |
| L        | Lorenzo Smerilli    | Corigliano Volley | definitivo |

| Cessioni | Cessioni          | Cessioni          | Cessioni   |
| R.       | Nome              | a                 | Modalità   |
| -------- | ----------------- | ----------------- | ---------- |
| P        | Antonio Corvetta  | Città di Castello | definitivo |
| C        | Maxwell Holt      | Dinamo Mosca      | definitivo |
| P        | Maurizio Latelli  | -                 | ritirato   |
| S        | Gabriele Maruotti | Piemonte          | definitivo |
| S        | František Ogurčák | Callipo           | definitivo |
| C        | Va'afuti Tavana   | Spacer's Toulouse | definitivo |

## Risultati

### Serie A1

#### Girone di andata
| 1ª giornata - 20 ottobre 2013 PalaKemon, San Giustino   | Città di Castello  | 3 - 1 | Piacenza          | 28-26, 18-25, 25-13, 25-23        |
| 2ª giornata - 27 ottobre 2013 PalaBanca, Piacenza       | Piacenza           | 3 - 1 | Callipo           | 25-23, 25-22, 15-25, 25-13        |
| 3ª giornata - 3 novembre 2013 PalaPanini, Modena        | Modena             | 2 - 3 | Piacenza          | 17-25, 25-21, 25-23, 30-32, 11-15 |
| 4ª giornata - 10 novembre 2013 PalaBanca, Piacenza      | Piacenza           | 3 - 0 | Porto Robur Costa | 25-19, 25-17, 25-23               |
| 5ª giornata - 13 novembre 2013 PalaEvangelisti, Perugia | Sir Safety Perugia | 1 - 3 | Piacenza          | 28-26, 23-25, 24-26, 12-25        |
| 6ª giornata - 27 novembre 2013 PalaBanca, Piacenza      | Piacenza           | 3 - 1 | Piemonte          | 25-17, 25-13, 21-25, 25-23        |
| 7ª giornata - 1º dicembre 2013 PalaBianchini, Latina    | Top Volley Latina  | 1 - 3 | Piacenza          | 35-37, 25-22, 16-25, 15-24        |
| 8ª giornata - 8 dicembre 2013 PalaBanca, Piacenza       | Piacenza           | 3 - 0 | Molfetta          | 25-19, 25-18, 25-12               |
| 9ª giornata - 15 dicembre 2013 PalaTrento, Trento       | Trentino           | 3 - 0 | Piacenza          | 25-20, 25-22, 25-22               |
| 10ª giornata - 22 dicembre 2013 PalaOlimpia, Verona     | BluVolley Verona   | 0 - 3 | Piacenza          | 23-25, 14-25, 17-25               |
| 11ª giornata - 8 gennaio 2014 PalaBanca, Piacenza       | Piacenza           | 3 - 2 | Lube              | 25-21, 25-22, 19-25, 16-25, 20-18 |

#### Girone di ritorno
| 12ª giornata - 12 gennaio 2014 PalaBanca, Piacenza         | Piacenza          | 3 - 1 | Città di Castello  | 16-25, 25-15, 25-20, 25-12        |
| 13ª giornata - 19 gennaio 2014 PalaValentia, Vibo Valentia | Callipo           | 1 - 3 | Piacenza           | 25-23, 19-25, 22-25, 20-25        |
| 14ª giornata - 26 gennaio 2014 PalaBanca, Piacenza         | Piacenza          | 3 - 1 | Modena             | 29-27, 25-22, 17-25, 26-24        |
| 15ª giornata - 26 febbraio 2014 PalaDeAndrè, Ravenna       | Porto Robur Costa | 1 - 3 | Piacenza           | 25-15, 27-29, 24-26, 22-25        |
| 16ª giornata - 9 febbraio 2014 PalaBanca, Piacenza         | Piacenza          | 3 - 1 | Sir Safety Perugia | 25-20, 23-25, 25-16, 25-18        |
| 17ª giornata - 16 febbraio 2014 PalaBreBanca, Cuneo        | Piemonte          | 2 - 3 | Piacenza           | 28-30, 29-27, 25-22, 23-25, 10-15 |
| 18ª giornata - 23 febbraio 2014 PalaBanca, Piacenza        | Piacenza          | 3 - 0 | Top Volley Latina  | 25-22, 25-15, 26-24               |
| 19ª giornata - 2 marzo 2014 PalaPoli, Molfetta             | Molfetta          | 1 - 3 | Piacenza           | 25-19, 16-25, 23-25, 20-25        |
| 20ª giornata - 19 febbraio 2014 PalaBanca, Piacenza        | Piacenza          | 3 - 0 | Trentino           | 25-19, 25-18, 25-20               |
| 21ª giornata - 16 marzo 2014 PalaBanca, Piacenza           | Piacenza          | 3 - 0 | BluVolley Verona   | 25-22, 25-12, 25-23               |
| 22ª giornata - 23 marzo 2014 PalaFontescolla, Macerata     | Lube              | 3 - 0 | Piacenza           | 25-14, 25-20, 25-20               |

#### Play-off scudetto
| Quarti di finale (gara 1) - 27 marzo 2014 PalaBanca, Piacenza     | Piacenza           | 3 - 1 | Città di Castello  | 24-26, 25-16, 25-17, 25-21        |
| Quarti di finale (gara 2) - 30 marzo 2014 PalaKemon, San Giustino | Città di Castello  | 0 - 3 | Piacenza           | 20-25, 22-25, 21-25               |
| Semifinali (gara 1) - 6 aprile 2014 PalaBanca, Piacenza           | Piacenza           | 3 - 1 | Sir Safety Perugia | 25-22, 25-17, 12-25, 25-18        |
| Semifinali (gara 2) - 9 aprile 2014 PalaEvangelisti, Perugia      | Sir Safety Perugia | 3 - 2 | Piacenza           | 25-22, 25-23, 15-25, 21-25, 16-14 |
| Semifinali (gara 3) - 12 aprile 2014 PalaBanca, Piacenza          | Piacenza           | 3 - 2 | Sir Safety Perugia | 25-12, 21-25, 25-19, 21-25, 15-13 |
| Semifinali (gara 4) - 16 aprile 2014 PalaEvangelisti, Perugia     | Sir Safety Perugia | 3 - 2 | Piacenza           | 25-20, 18-25, 25-23, 19-25, 15-8  |
| Semifinali (gara 5) - 21 aprile 2014 PalaBanca, Piacenza          | Piacenza           | 1 - 3 | Sir Safety Perugia | 22-25, 25-18, 22-25, 19-25        |

### Coppa Italia

#### Fase a eliminazione diretta
| Quarti di finale - 29 gennaio 2014 PalaBanca, Piacenza | Piacenza | 3 - 0 | Callipo            | 25-16, 25-23, 25-18        |
| Semifinali - 8 marzo 2014 PalaDozza, Bologna           | Piacenza | 3 - 1 | Trentino           | 25-23, 24-26, 25-19, 25-21 |
| Finale - 9 marzo 2014 PalaDozza, Bologna               | Piacenza | 3 - 0 | Sir Safety Perugia | 28-26, 25-21, 25-19        |

### Champions League

#### Fase a gironi
| 1ª giornata - 23 ottobre 2013 PalaBanca, Piacenza           | Piacenza            | 3 - 1 | ACH Volley          | 25-18, 24-26, 25-14, 25-23        |
| 2ª giornata - 30 ottobre 2013 Salle Robert-Grenon, Tours    | Tours               | 3 - 2 | Piacenza            | 25-19, 27-29, 25-13, 22-25, 15-10 |
| 3ª giornata - 7 novembre 2013 PalaBanca, Piacenza           | Piacenza            | 3 - 0 | Marek Junion-Ivkoni | 25-15, 25-21, 26-24               |
| 4ª giornata - 5 dicembre 2013 Arena Samokov, Samokov        | Marek Junion-Ivkoni | 0 - 3 | Piacenza            | 24-26, 19-25, 14-25               |
| 5ª giornata - 12 dicembre 2013 PalaBanca, Piacenza          | Piacenza            | 3 - 0 | Tours               | 25-14, 25-22, 25-23               |
| 6ª giornata - 18 dicembre 2013 Stožice Sports Park, Lubiana | ACH Volley          | 1 - 3 | Piacenza            | 25-22, 21-25, 15-25, 25-22        |

#### Fase a eliminazione diretta
| Play-off a 12 (andata) - 16 gennaio 2014 PalaFontescodella, Macerata              | Lube        | 3 - 0 | Piacenza    | 25-22, 25-21, 25-23                   |
| Play-off a 12 (ritorno) - 23 gennaio 2014 PalaBanca, Piacenza                     | Piacenza    | 3 - 0 | Lube        | 25-22, 25-19, 25-20 Golden set: 15-13 |
| Play-off a 6 (andata) - 6 febbraio 2014 PalaBanca, Piacenza                       | Piacenza    | 0 - 3 | Zenit-Kazan | 23-25, 22-25, 22-25                   |
| Play-off a 6 (ritorno) - 12 febbraio 2014 Centr Volejbola Sankt-Peterburg, Kazan' | Zenit-Kazan | 3 - 0 | Piacenza    | 25-21, 25-20, 25-22                   |

## Statistiche

### Statistiche di squadra
| Competizione     | Punti | In casa | In casa | In casa | In trasferta | In trasferta | In trasferta | Totale | Totale | Totale |
| Competizione     | Punti | G       | V       | P       | G            | V            | P            | G      | V      | P      |
| ---------------- | ----- | ------- | ------- | ------- | ------------ | ------------ | ------------ | ------ | ------ | ------ |
| Serie A1         | 54    | 15      | 14      | 1       | 14           | 9            | 5            | 29     | 23     | 6      |
| Coppa Italia     | -     | 1       | 1       | 0       | -            | -            | -            | 3      | 3      | 0      |
| Champions League | 16    | 5       | 4       | 1       | 5            | 2            | 3            | 10     | 6      | 4      |
| Totale           | -     | 21      | 19      | 2       | 19           | 11           | 8            | 42     | 32     | 10     |

G = partite giocate; V = partite vinte; P = partite perse

### Statistiche dei giocatori
| Giocatore     | Serie A1 | Serie A1 | Serie A1 | Serie A1 | Serie A1 | Coppa Italia | Coppa Italia | Coppa Italia | Coppa Italia | Coppa Italia | Champions League | Champions League | Champions League | Champions League | Champions League | Totale | Totale | Totale | Totale | Totale |
| Giocatore     | P        | PT       | AV       | MV       | BV       | P            | PT           | AV           | MV           | BV           | P                | PT               | AV               | MV               | BV               | P      | PT     | AV     | MV     | BV     |
| ------------- | -------- | -------- | -------- | -------- | -------- | ------------ | ------------ | ------------ | ------------ | ------------ | ---------------- | ---------------- | ---------------- | ---------------- | ---------------- | ------ | ------ | ------ | ------ | ------ |
| L. De Cecco   | 29       | 86       | 34       | 36       | 16       | 3            | 7            | 1            | 4            | 2            | 10               | 20               | 9                | 7                | 4                | 42     | 113    | 44     | 47     | 22     |
| A. Fei        | 29       | 236      | 153      | 53       | 30       | 3            | 29           | 17           | 8            | 4            | 10               | 71               | 46               | 15               | 10               | 42     | 336    | 216    | 76     | 44     |
| G. Husaj      | 7        | 4        | 3        | 1        | 0        | 0            | 0            | 0            | 0            | 0            | 1                | 0                | 0                | 0                | 0                | 8      | 4      | 3      | 1      | 0      |
| D. Kalimberda | 25       | 285      | 250      | 28       | 7        | 2            | 29           | 26           | 3            | 0            | 10               | 73               | 61               | 12               | 0                | 37     | 367    | 297    | 43     | 7      |
| K. Le Roux    | 27       | 142      | 103      | 25       | 14       | 2            | 2            | 2            | 0            | 0            | 8                | 57               | 43               | 9                | 5                | 37     | 201    | 148    | 34     | 19     |
| D. Marra      | 29       | -        | -        | -        | -        | 3            | -            | -            | -            | -            | 10               | -                | -                | -                | -                | 42     | -      | -      | -      | -      |
| S. Papi       | 27       | 195      | 168      | 22       | 5        | 3            | 20           | 17           | 3            | 0            | 10               | 61               | 49               | 10               | 2                | 40     | 276    | 234    | 35     | 7      |
| P. Partenio   | 11       | 3        | 2        | 1        | 0        | 0            | 0            | 0            | 0            | 0            | 2                | 0                | 0                | 0                | 0                | 13     | 3      | 2      | 1      | 0      |
| R. Simón      | 28       | 374      | 245      | 77       | 52       | 3            | 35           | 23           | 7            | 5            | 10               | 101              | 62               | 26               | 13               | 41     | 510    | 330    | 110    | 70     |
| L. Smerilli   | 7        | -        | -        | -        | -        | 1            | -            | -            | -            | -            | 2                | -                | -                | -                | -                | 10     | -      | -      | -      | -      |
| L. Tencati    | 28       | 42       | 28       | 14       | 0        | 3            | 1            | 0            | 1            | 0            | 10               | 12               | 3                | 9                | 0                | 41     | 55     | 31     | 24     | 0      |
| L. Vettori    | 27       | 381      | 316      | 24       | 41       | 3            | 51           | 45           | 2            | 4            | 10               | 83               | 72               | 5                | 6                | 40     | 515    | 433    | 31     | 51     |
| H. Zlatanov   | 21       | 235      | 201      | 22       | 12       | 1            | 10           | 9            | 1            | 0            | 7                | 85               | 68               | 11               | 6                | 29     | 330    | 278    | 34     | 18     |

P = presenze; PT = punti totali; AV = attacchi vincenti; MV = muri vincenti; BV = battute vincenti